# Parahyllisia indica
Parahyllisia indica là một loài bọ cánh cứng trong họ Cerambycidae.